# Rurtal von Abenden bis zum Einmündungsbereich der Rur ins Staubecken Obermaubach
Koordinaten: 50° 41′ 10″ N, 6° 28′ 20″ O
Das Naturschutzgebiet Rurtal von Abenden bis zum Einmündungsbereich der Rur ins Staubecken Obermaubach liegt auf dem Gebiet der Stadt Nideggen im Kreis Düren in Nordrhein-Westfalen.
Das Gebiet erstreckt sich nordwestlich, westlich und südwestlich der Kernstadt Nideggen zwischen der Talsperre Obermaubach im Norden und dem Nidegger Ortsteil Abenden im Süden entlang der Rur.

## Bedeutung
Das etwa 128,7 ha große Gebiet wurde im Jahr 1992 unter der Schlüsselnummer DN-060 unter Naturschutz gestellt. Schutzziele sind
- Erhaltung und Wiederherstellung eines in Teilbereichen naturnahen Flussabschnittes mit Feuchtwäldern,
- Erhaltung und Wiederherstellung eines in Teilbereichen naturnahen Flussabschnittes, u. a. mit Altwässern und Feuchtwäldern als natürliche Elemente einer Flussaue und
- Erhaltung der Überschwemmungsdynamik.[2]